# Assemblea nazionale (Angola)
L'Assemblea nazionale (in portoghese Assembleia Nacional) è il parlamento monocamerale dell'Angola fondato nel 1980. È composto da 220 membri di cui 130 eletti con un sistema proporzionale e 90 eletti dai distretti provinciali.
Il Movimento Popolare di Liberazione dell'Angola (MPLA) detiene 124 dei 220 seggi. A causa della Guerra civile angolana le elezioni sono state continuamente rimandate fino al 2008. Le prime elezioni svoltesi con il regolamento della nuova Costituzione adottata nel 2010 si sono invece svolte nel 2012. La nuova costituzione aumenta notevolmente i poteri del Presidente della Repubblica e diminuisce di conseguenza quelli dell'Assemblea Nazionale e della magistratura.

## Giurisdizione
Il potere in Angola è diviso in potere esecutivo, legislativo e giudiziario. Mentre il potere esecutivo è detenuto dal Presidente e dai Ministri, il potere legislativo è detenuto dall'Assemblea nazionale, anche se a causa della Guerra civile il potere è stato concentrato principalmente nelle mani della Presidenza. Per aiutare l'Assemblea nazionale a svolgere il proprio compito sono stati creati vari comitati temporanei e permanenti.

## Sede
L'edificio originale dell'Assemblea nazionale del 1980, chiamata anche Assemblea del popolo, si trovava nel Cinema Estúdio / Restauração nel distretto urbano di Ingombota. Il nuovo edificio inaugurato il 10 novembre 2015 è stato avviato il 15 ottobre 2009, mentre la costruzione è iniziata il 17 maggio 2010. Fa parte del Centro Politico Amministrativo che copre un'area di 72.000 mq e una superficie costruita di 54.000 mq. Il Centro ospita il Palazzo Presidenziale, il Palazzo di Giustizia, il Ministero della Difesa, il Ministero della Giustizia e dei Diritti Umani, il Palazzo Episcopale e i locali dell'ex sede dell'Assemblea Nazionale. La Nuova Assemblea ha complessivamente 4.600 posti a sedere di cui 1.200 nelle sale riunioni. Il complesso ha quattro blocchi ciascuno di sei piani, un parcheggio interrato che può ospitare 494 veicoli, di cui 34 riservati ai VIP. La costruzione è stata eseguita dalla società portoghese Teixeira Duarte sotto la supervisione dell'Ufficio Lavori Speciali del Governo dell'Angola. L'edificio è stato inaugurato da José Eduardo dos Santos il 10 novembre 2015.